# إدوارد ماكلاين
إدوارد ماكلاين (بالإنجليزية: Edward McClain)‏ هو سياسي أمريكي، ولد في 29 أبريل 1940 في بيسمير في الولايات المتحدة. حزبياً، نشط في الحزب الديمقراطي. وقد انتخب عضو مجلس نواب ألاباما.